# قشن (تربت حيدريه)
قشن (بالفارسية:روستای گشن)، هي إحدى القری التابعة لريف بایك في قسم بایك من مقاطعة تربت حيدريه، في محافظة خراسان رضوي الإيرانية.

## السكان
- حسب إحصاءات سنة 2006، بلغ إجمالي السكان في هذه القرية 88 نسمة موزعين على 31 مسكن.[2]

## وصلات خارجية
- إدارة مقاطعة تربت حيدريه.[وصلة مكسورة]
- بلدية تربت حيدريه.
- إدارة تعليم تربت حيدريه. نسخة محفوظة 25 أبريل 2013 على موقع واي باك مشين.